# 42-я гвардейская стрелковая дивизия
42-я гвардейская стрелковая Прилукская ордена Ленина, Краснознамённая, ордена Богдана Хмельницкого дивизия — формирование (соединение, стрелковая дивизия) РККА (ВС СССР) во время Великой Отечественной войны и послевоенные годы.

## История
Свою историю дивизия ведёт от 29 отдельной курсантской стрелковой бригады, сформированной по директиве НКО от 15.10.1941 г. Формирование бригада начала в г. Балахна Горьковской области 20.10.1941 г. из курсантов Рижского, Новоград-Волынского, Рязанского военно-пехотных училищ, Курского военно-политического училища, Муромского военного училища связи, Ленинградского военно-инженерного училища, военнообязанных запаса Московской, Ивановской и Горьковской областей и запасных частей г. Ковров и Гороховецких военных лагерей. 15 ноября 1941 г было проведено бригадное тактическое занятие с целью проверки подготовленности бригады, а 19 ноября 1941 г бригада получила приказ грузиться в эшелоны на фронт. 20-25 ноября 1941 г бригада в составе трёх стрелковых батальонов и артиллерийского и миномётного дивизионов, спецподразделений убыла на фронт в г. Дмитров в состав 1 Ударной армии.
Приказом НКО от 03.01.1942 г 29 курсантская отдельная стрелковая бригада за мужество и дисциплинированность, проявленные при освобождении города Клин, была преобразована в 1 гвардейскую отдельную стрелковую бригаду.
Указом Президиума Верховного Совета СССР от 3 мая 1942 г бригада была награждена орденом Боевого Красного знамени.
42-я гвардейская стрелковая Прилукская ордена Ленина Краснознамённая ордена Богдана Хмельницкого дивизия сформирована на Западном фронте в июле 1942 года на базе 1-й гвардейской Краснознамённой стрелковой бригады как 1-я гвардейская Краснознамённая стрелковая дивизия. (Постановление Военного совета Западного фронта 004366 от 3 июля 1942 г и приказа по войскам 5 армии 00436 от 6 июля 1942 г). Дивизия в процессе формирования временно называлась 1-я гвардейская Краснознамённая стрелковая дивизия (формирования 1942 года) с 6 июля 1942 года по 5 сентября 1942 года части дивизии именовались: 1-й, 2-й, 3-й гвардейский стрелковый полк, учебный гвардейский стрелковый полк. Остальным частям дивизии нумерация в процессе формирования не присваивалась
5 сентября 1942 стала именоваться 42-я гвардейская Краснознамённая стрелковая дивизия. Первоначально в неё вошли 127-й, 132-й, 436-й гвардейские стрелковые, 95-й артиллерийский (с сентября — 91-й гвардейский артиллерийский) полки и другие части.
В августе 1942 года дивизия в составе войск 5-й армии Западного фронта участвовала в Ржевско-Сычёвской наступательной операции.
В марте 1943 была передана в 31-ю армию этого же фронта и принимала участие в ликвидации ржевско-вяземского плацдарма немецко-фашистских войск, В начале мая выведена в резерв Ставки ВГК и включена в 5-ю гвардейскую армию Степного военного округа (с 9 июля Степной фронт). В составе этой армии, переданной в Воронежский фронт, участвовала в Курской битве.
В Белгородско-Харьковской наступательной операции дивизия прошла с боями свыше 100 км, освободив большое количество населённых пунктов и нанеся значительные потери частям 4-й танковой армии противника. С начала сентября 1943 и до конца марта 1945 с небольшими перерывами вела боевые действия в составе 40-й армии Воронежского (с 20 октября 1943 это 1-й Украинский), с 24 февраля 1944 года 2-го Украинского фронтов.
В ходе освобождения Левобережной Украины особенно успешно действовала в боях за город Прилуки (18 сентября), за что была удостоена почётного наименовании «Прилукская» (19 сентября 1943). 22 сентября части дивизии вышли к Днепру, с ходу форсировали реку и захватили плацдарм в районе Юшки, Гребени (северо-западнее Великого Букрина).
В ноябре 1943 — январе 1944 дивизия участвовала в Киевской наступательной, Киевской оборонительной и Житомирско-Бердичевской наступательных операциях, в ходе которых нанесла противнику значительные потери.
Высокое боевое мастерство, мужество и доблесть показали воины дивизии в Уманско-Ботошанской наступательной операции 1944. За образцовое выполнение заданий командования, способствовавших освобождению другими соединениями фронта города Умань, и отличие в боях при форсировании реки Прут дивизия была награждена орденом Богдана Хмельницкого 2-й степени (19 марта 1944) и орденом Ленина (24 апреля 1944).
В Ясско-Кишинёвской и Дебреценской наступательных операциях 1944 дивизия прошла с боями свыше 600 км и во взаимодействии с другими соединениями и частями армии овладела городами Пятра (Пьятра-Нямц), Топлица, Бистрица и другими населёнными пунктами.
В конце октября 1944 года — 1-й половине февраля 1945 участвовала в Будапештской, с 25 марта — в Братиславско-Брновской наступательной операциях. В ходе боёв в Западных Карпатах во взаимодействии с 232-й стрелковой дивизией и 54-м укреплённым районом освободила чехословацкий город Банска-Бистрица (25 марта). С 13 апреля и до конца войны вела боевые действия в составе войск 53-й армии 2-го Украинского фронта. Боевой путь завершила в Пражской наступательной операции.
В январе 1946 года дивизия была возвращена на Родину и расположилась в городе Нежин.
По Постановлению Совета министров СССР 6 июня 1946 году дивизия была переформирована в 4 отдельную гвардейскую стрелковую Прилукскую ордена Ленина Краснознамённую ордена Богдана Хмельницкого бригаду Харьковского военного округа. 10 апреля 1947 г бригада сменила место дислокации и разместилась в г. Днепропетровск.
15 ноября 1953 года вновь развёрнута в 42-я гвардейскую стрелковую Прилукскую ордена Ленина, Краснознамённую, ордена Богдана Хмельницкого дивизию с дислокацией под Днепропетровском (Киевский военный округ).
В мае 1957 г. дивизия была переформирована в танковую и стала именоваться 42-я гвардейская танковая Прилукская ордена Ленина, Краснознамённая, ордена Богдана Хмельницкого дивизия. В 1980-е гг. дивизия находилась в составе 6-й гвардейской танковой армии с пунктом постоянной дислокации в пгт Гвардейское Днепропетровской области.
В сентябре 1990 года дивизия переформирована в 6299-ю базу хранения имущества (6299 БХИ), а в мае 1991 года расформирована.

## Состав
- 127-й гвардейский стрелковый Трансильванский Краснознамённый, ордена Суворова полк,
- 132-й гвардейский стрелковый Краснознамённый, орденов Суворова и Кутузова полк,
- 136-й гвардейский стрелковый Краснознамённый полк,
- 95-й артиллерийский полк (до сентября 1942 года)
- 91-й гвардейский артиллерийский Трансильванский Краснознамённый полк,
- 45-й отдельный гвардейский истребительно-противотанковый дивизион,
- 59-я отдельная гвардейская зенитная артиллерийская батарея (до 10.6.43 г.),
- 44-я отдельная гвардейская разведывательная рота,
- 46-й отдельный гвардейский сапёрный батальон,
- 164-й отдельный гвардейский батальон связи (59-я отдельная гвардейская рота связи),
- 515-й (47-й) медико-санитарный батальон,
- 44-я отдельная гвардейская рота химической защиты,
- 602-я (46-я) автотранспортная рота,
- 632-я (43-я) полевая хлебопекарня,
- 635-й (39-й) дивизионный ветеринарный лазарет,
- 1642-я полевая почтовая станция,
- 1632-я полевая касса Госбанка.
- 120-я отдельная армейская штрафная рота[2]

- управление (пгт Гвардейское)
- 188-й гвардейский танковый Черновицкий орденов Суворова, Кутузова и Александра Невского полк[~ 1] (пгт Гвардейское)
- 319-й гвардейский танковый полк (пгт Гвардейское)
- 384-й танковый полк (пгт Гвардейское)
- 127-й гвардейский мотострелковый Трансильванский Краснознамённый, ордена Суворова полк[~ 2] (пгт Гвардейское)
- 173-й гвардейский самоходный артиллерийский Трансильванский Краснознамённый полк[~ 3] (пгт Гвардейское)
- 1095-й зенитный артиллерийский полк (пгт Гвардейское)
- 139-й отдельный ракетный дивизион (пгт Гвардейское)
- 76-й отдельный разведывательный батальон (пгт Гвардейское)
- 95-й отдельный гвардейский инженерно-сапёрный батальон (пгт Гвардейское)
- 532-й отдельный гвардейский батальон связи (пгт Гвардейское)
- 150-й отдельный ремонтно-восстановительный батальон (пгт Гвардейское)
- 152-й отдельный батальон материального обеспечения (пгт Гвардейское)
- 89-й отдельный медицинский батальон (пгт Гвардейское)
- отдельная рота химической защиты (пгт Гвардейское)
- ОВКР (пгт Гвардейское)[6]

## Подчинение
- Воевала в составе армий Западного, Воронежского, Степного и 1-го Украинского фронтов.
- Входила в состав войск 5-й , 20-й, 31-й, 5-й гвардейской, 40-й (сентябрь — ноябрь 1943 и декабрь 1943 — март 1945), 53-й армий
- Боевой период:6.7.1942-9.5.1943; 10.7.1943-11.5.1945

## Награды и наименования
| Награда (наименование)                | Дата награждения                                            | За что награждена |
| ------------------------------------- | ----------------------------------------------------------- | --- |
| Почётное звание «Гвардейская»         | присвоено приказом НКО СССР № 1 от 5 января 1942 года       | за проявленные мужество и геройство, дисциплину и организованность в боях с немецкими захватчиками, за овладение городом Клин (по наследству от 1-й гвардейской стрелковой Краснознамённой бригады при формировании) |
| Почётное наименование «Прилукская»    | присвоено приказом ВГК № 18 от 19 сентября 1943 года        | за отличие в боях при освобождении города Прилуки |
| Орден Ленина                          | награждена указом Президиума ВС СССР от 24 апреля 1944 года | за образцовое выполнение заданий командования при прорыве обороны противника и за форсирование реки Прут и проявленные при этом доблесть и мужество.                                                                 |
| Орден Красного Знамени                | награждена указом Президиума ВС СССР от 3 мая 1942 года     | за боевые заслуги на фронте борьбы с немецкими захватчиками (по наследству от 1-й гвардейской стрелковой Краснознамённой бригады при формировании)                                                                   |
| Орден Богдана Хмельницкого II степени | награждена указом Президиума ВС СССР от 19 марта 1944 года  | за образцовое выполнение заданий командования в боях за освобождение города Умани и проявленные при этом доблесть и мужество                                                                                         |

Награды частей дивизии:
- 127-й гвардейский стрелковый Трансильванский[11] Краснознамённый[12] ордена Суворова[13] полк;
- 132-й гвардейский стрелковый Краснознамённый[14] орденов Суворова[15] и Кутузова[13] полк;
- 136-й гвардейский стрелковый Краснознамённый[16] полк;
- 91-й гвардейский артиллерийский Трансильванский[11] Краснознамённый[16] полк.

## Командиры дивизии
- Бобров, Фёдор Александрович (июль 1942 года — сентябрь 1944 года), полковник, генерал-майор;
- Тимошков, Сергей Прокофьевич (октябрь — ноябрь 1944 года), генерал-майор;
- Бочков, Фёдор Фёдорович (ноябрь 1944 года — июнь 1946 года), полковник, генерал-майор.

## Отличившиеся воины дивизии
9729 её воинов были награждены орденами и медалями, 29 из них присвоено звание Героя Советского Союза, один удостоен этого звания дважды..
- Бажин, Пётр Яковлевич, гвардии капитан, командир стрелкового батальона 136-го гвардейского стрелкового полка.
- Бажуков, Иван Данилович, гвардии старшина, помощник командира взвода автоматчиков 127-го гвардейского стрелкового полка[18].
- Бобров, Фёдор Александрович, гвардии генерал-майор, командир дивизии.
- Бондарчук, Филипп Яковлевич, гвардии младший сержант, снайпер 132-го гвардейского стрелкового полка.
- Бочариков, Максим Петрович, гвардии сержант, командир отделения 132-го гвардейского стрелкового полка.
- Буздалин, Семён Григорьевич, гвардии младший лейтенант, командир пулемётного взвода 132-го гвардейского стрелкового полка.
- Буранов, Иван Тимофеевич, гвардии старший сержант, помощник командира взвода 44-й отдельной гвардейской разведывательной роты.
- Ваганов, Александр Иванович, гвардии рядовой, разведчик 44-й отдельной гвардейской разведывательной роты.
- Гаврилов, Аким Андреевич, гвардии младший лейтенант, командир взвода 136-го гвардейского стрелкового полка.
- Голубев, Михаил Трофимович, гвардии лейтенант, командир взвода химической защиты 127-го гвардейского стрелкового полка.
- Гробов, Анатолий Александрович, гвардии старший лейтенант, командир сапёрной роты 46-го отдельного гвардейского сапёрного батальона.
- Дмитриев, Алексей Петрович, командир 127-го гвардейского стрелкового полка.
- Докучаев, Георгий Николаевич, гвардии младший лейтенант, командир взвода противотанковых ружей 127-го гвардейского стрелкового полка.
- Журавлёв, Алексей Васильевич, гвардии капитан, командир батальона 132-го гвардейского стрелкового полка.
- Зима, Иван Павлович, гвардии майор, начальник 2-го отделения штаба дивизии.
- Иванов, Анатолий Александрович, гвардии лейтенант, адъютант старший батальона 127-го гвардейского стрелкового полка.
- Каримов, Гулям, гвардии лейтенант, командир пулемётного взвода 132-го гвардейского стрелкового полка.
- Кидько, Степан Степанович, гвардии капитан, командир батальона 136-го гвардейского стрелкового полка.
- Клюшников, Евгений Александрович, гвардии старший лейтенант, командир 5-й батареи 91-го гвардейского артиллерийского полка.
- Козлов, Дмитрий Маркович, гвардии младший сержант, командир группы разведчиков 44-й отдельной гвардейской разведывательной роты.
- Коннов, Василий Дмитриевич, гвардии капитан, заместитель командира батальона по политической части 136-го гвардейского стрелкового полка.
- Кужелев, Николай Фёдорович, гвардии старшина, помощник командира взвода 44-й отдельной гвардейской разведывательной роты.
- Кучерявый, Николай Данилович, командир отделения стрелковой роты 132-го гвардейского стрелкового полка, гвардии младший сержант.
- Маринин, Николай Андреевич, гвардии лейтенант, заместитель по политической части командира батальона 136-го гвардейского стрелкового полка.
- Матросов, Василий Тимофеевич, гвардии сержант, командир отделения 44-й отдельной гвардейской разведывательной роты.
- Николаенков, Игорь Дмитриевич, гвардии старший лейтенант, командир миномётной роты 132-го гвардейского стрелкового полка.
- Николенко, Василий Петрович, гвардии старшина, командир орудийного расчёта 91-го гвардейского артиллерийского полка.
- Отрошко, Пётр Константинович, гвардии сержант, командир пулемётного расчёта 132-го гвардейского стрелкового полка.
- Перегудин, Александр Иванович, гвардии сержант, командир отделения 44-й отдельной гвардейской разведывательной роты.
- Ракшин, Дмитрий Сергеевич, гвардии старший сержант, командир пулемётного расчёта 132-го гвардейского стрелкового полка.
- Середа, Константин Георгиевич, гвардии подполковник, командир 127-го гвардейского стрелкового полка.
- Смавзюк, Леонтий Семёнович, гвардии майор, заместитель по политической части командира 136-го гвардейского стрелкового полка.
- Трибунский, Алексей Евстафьевич, гвардии красноармеец, стрелок 132-го гвардейского стрелкового полка.
- Чесных, Александр Иванович, гвардии старшина, командир отделения разведки 136-го гвардейского стрелкового полка.
- Шатохин, Афанасий Ильич, гвардии красноармеец, стрелок 136-го гвардейского стрелкового полка.
- Шкунов, Михаил Алексеевич, гвардии подполковник, командир 136-го гвардейского стрелкового полка.
- Шурухин, Павел Иванович, гвардии подполковник, командир 132-го гвардейского стрелкового полка.
- Щурихин, Александр Автономович, командир отделения разведывательного взвода 127-го гвардейского стрелкового полка.